# Ketill gufa Örlygsson
Ketill gufa Örlygsson (n. 890) fue un caudillo vikingo de Gufafjörður,  Austur-Bardastrandarsýsla en Islandia. Tenía su asentamiento de invierno en Gufunes, de donde adoptó su apodo “gufa” que posiblemente haga referencia a la evaporación de las aguas de las marismas por la acción de la marea baja y el sol. Era hijo de Örlygur Böðvarsson. Se casó con una hija de Geirmundur heljarskinn Hjörsson, uno de los primeros grandes colonos noruegos.